# Kinetoskias pocillum
Kinetoskias pocillum is een mosdiertjessoort uit de familie van de Bugulidae. De wetenschappelijke naam van de soort is voor het eerst geldig gepubliceerd in 1881 door Busk.